# Christine Leibnitz
Christine Leibnitz, geborene Katharina Christine Nicola (geboren 1783 in Mannheim; gestorben 3. November 1839), war eine deutsche Theaterschauspielerin und Opernsängerin in der Stimmlage Sopran.

## Leben
Ihre Eltern waren der Oboisten Peter Nicola und der Schauspielerin Henriette Kirchhöffer (1767–1795). Der Vater heiratete danach die bekannte Schauspielerin Christine Henriette Witthöft (1763–1832). Der Komponist Karl Nicola war ihr Halbbruder.
Ihre ersten Auftritte hatte sie im Oktober 1782 sowie im November 1799 als Christine Nicola am Nationaltheater Mannheim, wo sie bis März 1803 im Schauspiel engagiert war, sowie in der Oper als lyrischer Sopran.
Im Mai 1801 heiratete sie den Hofsänger und Chordirektor Karl August Leibnitz und trat am 12. Mai des Jahres in Mannheim erstmals als „Madame Leibnitz“ auf. Ab dem Frühjahr 1803 wirkte sie am Hoftheater Kassel, von wo aus sie sich mit ihrem Ehemann erfolglos für das Berliner Hoftheater bewarb.
1804 ging Madame Leibnitz mit ihrem Ehemann von Hannover nach Stuttgart und spielte am dortigen Hoftheater anfangs als Schauspielerin vor allem Heldinnen-Rollen. Zwischen 1805 und 1817 bekam sie fünf Kinder.
Im Zeitraum von 1817 bis 1830 stellte Leibnitz vor allem Mütter und ältere Anstandsdamen dar, gastierte von Stuttgart aus unter anderem im September 1806 in Mannheim und im Juni 1818 in München. Unterdessen lehrte Christine Leibnitz bereits ab 1811 und bis 1818 am königlichen Kunstinstitut beziehungsweise an der Stuttgarter königlichen Theaterschule am Waisenhaus, in der sie die Fächer Deklamation sowie dramatische Gestaltung unterrichtete.